# 아사기리 카프카
아사기리 카프카(일본어: 朝霧 カフカ 아사기리 카후카[*]), 1984년3월 17일 - )는 일본의 각본가, 만화 원작자, 라이트 노벨 작가로, 에히메현 출신이다.

## 경력
원래는 자동차 회사에 근무하는 직장인이었다. 일한 지 2,3년째부터 시나리오 작가가 되는 것을 의식하고 있었지만, 회사가 바쁘기 때문에 일을 하면서 이야기를 꾸며 보지도 못하고, 2012년 초에 회사를 그만둔다.
그 후에는 시나리오 관련 취업준비를 하면서, 우선은 무료로 볼 수 있는 시나리오를 만들려고 생각해, 「예전부터 해 보고 싶었다」는 동영상의 투고를 시작한다. 프로가 되기 위해서는 경력이 중요하다는 생각에 따라, 명함을 대신할 수 있는 작품으로서의 동영상 제작이기도 했다.그리고 니코니코 동화에 업로드된 동영상 「천천히 요몽과 사실은 무서운 크루프 신화(ゆっくり妖夢と本当はこわいクトゥルフ神話)」는 큰 반향을 일으켜 인기가 된다.
동영상을 올린 지 4개월이 지났을 무렵, 『월간 소년 에이스』의 편집장에게 2주 후에 기획 3개를 가져오라는 이야기를 듣고, 그 후 『영 에이스』의 편집부로부터 말을 듣는다.그리고 협의 후 『문호 스트레이 독스』로 상업 데뷔를 한다. 같은 작품의 전 날담인 노벨라이즈 『문호 스트레이독스 다자이 오사무의 입사 시험(文豪ストレイドッグス 太宰治の入社試験)』으로 소설가로 데뷔한다.『천천히 요몽과 진짜 무서운 크루프 신화(ゆっくり妖夢と本当はこわいクトゥルフ神話)』는 후에 『미즈세 요몽과 진짜 무서운 크루프 신화(水瀬陽夢と本当はこわいクトゥルフ神話)』로 만화화되었고, 아사기리가 원작을 맡았다.

## 인물
영향을 받고 있는 작품은 다수 있는데, 그 중 하나로 만화 『죠죠의 기묘한 모험』을 들고 있다.
소년 시절에는 RPG 게임 『드래곤 퀘스트』를 좋아했고, RPG 제작 소프트 RPG 만들기 시리즈에도 빠져 이야기 만들기만 했으며, 그 순간 이야기의 전환이 이루어졌을지도 모른다고 술회하고 있다.이야기 만들기에 있어서는 만화나 소설, 게임 같은 매체에 구애받지 않고, 그 매체에 최적화된 이야기를 만들고 싶다고 생각하고 있다.

## 작품 목록

### 만화 원작
- 문호 스트레이 독스（『영 에이스』 2013년 1월호 - , 작화: 하루카와35)
- 미나세 요무와 사실은 무서운 쿠토르프 신화（『니코니코 에이스』제73호 - 제129+130호, 작화 : 요시하라 마사히코)
- 시오노미야 아야네는 틀리지 않는다. (『월간 소년 에이스』 2013년 8월호 - 2015년 1월호, 작화: 나카무라 유키토시)

- 『문호 스트레이 독스』 시리즈 (2014년 4월 1일 -, 카도카와 빈즈 문고, 일러스트: 하루카와35)
  - 문호 스트레이 독스  외전 쿄고쿠 나츠히코 VS 아야츠지 유키토（『쇼세츠야 sari-sari』2015년 10월호 - 2016년 1월호, 일러스트: 하루카와35)
- 길도레(ギルドレ) 『영 매거진 서드』 2014 Vol.1 - 2016 Vol.4, 일러스트:토바우(鳥羽雨), 메카닉 디자인: 사다마츠 류이치)
- 공각기동대 소설 앤솔로지 (2017년 3월 27일, 고단샤)

### 드라마 CD
- TV 애니메이션 『문호 스트레이 독스』 오리지널 드라마 CD 다소 비범한 나날 (2016년)

### 게임
- 러브 헤븐(ラヴヘブン, 2014년 9월[7]・12월[8], 2015년 4월[9]・11월[10], 2016년 4월[11]・6월[12]) - 『문호 스트레이 독스』와의 콜라보레이션 시나리오 감수

### 문고 해설
- 아야츠지 유키토 『어나더 에피소드S(Another エピソードS)』(2016년, 카도카와 문고)

## 관련 항목
- 라이트 노벨 작가 목록